# ひもてはうす
『ひもてはうす』は、バウンスィ制作の日本のアニメ作品。2018年10月から12月までTOKYO MXほかにて放送された。

## 製作
収録はプレスコで行われており、放送の約1年以上前から行われた。当初は2018年1月からの放送予定であったが、制作の遅れから延期になり、10月から放送となった。
監督の石ダテは「女性版『おそ松さん』」のようなものを作ろうと考え、「恋愛が充実していない女性たち」をテーマにすることとなった。また、ドラマ『やっぱり猫が好き』も意識しているという。
資金集めとして、投資型のクラウドファンディングと製作委員会方式の両方を使っている。他のアニメ作品に多い「プレゼント型」ではなく、「投資型」を利用している理由として監督の石ダテは、「参加していないファンの人たちは蚊帳の外のような感覚になる」「投資型のクラウドファンディングなら、ファンの間に熱量の格差みたいなものをつくりませんし、疎外感を与えることもないのではないか」と語っている。
また、楽曲関係のコンテンツにおいて独占販売契約をAmazon.co.jpと締結した。

### 構成
番組前半は台本パート、後半はアドリブパートとなっており、アドリブパートの通称はパジャマパーティーパート（略称：PPP）。また、顔にパックをしているキャラは声優が収録に不参加であることを表している。第6話、第10話では「えにしとにゃりんのお散歩」を放送した。

### キャスティング
キャストには石ダテが制作に関与した作品に出演した声優が多く起用されている。洲崎綾は石ダテ作品は初参加であるが、西明日香とラジオ『洲崎西』で共演しており、西がいるからという理由でキャスティングされたと本人は話している。
第11話ではそれぞれのキャストが裏名義でクレジットされている。

## あらすじ
本郷たえは大学時代の友人の紐手こころが住む東京・中野の紐手家、通称「ひもてはうす」で女子5人と猫1匹の共同生活を始める。「どうしたらモテるようになるのか？」を日々悩みつつ、試行錯誤を繰り返していくが......

## 登場人物
本郷 たえ（ほんごう たえ）
声 - 洲崎綾、天照綾（第11話）
本作の主人公。ショップ店員。22歳。こころの大学時代の友人。分身の能力を持つ。6月30日生まれ。O型。
紐手 こころ（ひもて こころ）
声 - 明坂聡美、こんな坂歩美（第11話）
区役所勤務。22歳。三女。他人の心が読める能力を持つ。10月21日生まれ。A型。
紐手 きなみ（ひもて きなみ）
声 - 三森すずこ、鈴森♡みみこ（第11話）
CM制作会社勤務。24歳。次女。強力なエネルギー波を発する能力を持つ。1月27日生まれ。B型。
紐手 ときよ（ひもて ときよ）
声 - 水原薫
職業不明。25歳。長女。時間を止める能力を持つ。9月8日生まれ。AB型。
新井 みなも（あらい みなも）
声 - 上坂すみれ、スミペヤエンコ・ヒョードル（第11話）
大学院生。22歳。こころの中学・高校時代の友人。他人の能力をコピーできる能力を持つ。10月7日生まれ。O型。
えにし
声 - 西明日香、東ちょっぴー（第11話）
喋れる猫。紐手家に飼われている。あらゆる動物と話せる能力を持つ。
にゃりん
声 - 荻野可鈴
えにしの友達の猫。
桃園 しばり（ももぞの しばり）
声 - 木野日菜、今日野たまご（第11話）
三姉妹の父・紐手いぶき博士の研究助手。
紐手 いぶき（ひもて いぶき）
声 - 山寺宏一
紐手三姉妹の父親で考古学者。海外で暮らしている。生命エネルギーをコントロールする能力を持つ。
また、全てのモブキャラクターの声優を田丸篤志が担当する。

## スタッフ
- 原作・アニメーション制作 - バウンスィ
- 監督・原案・シリーズ構成 - 石ダテコー太郎
- シリーズ構成補 - 山口正武、山本太蔵
- パジャマパーティー構成 - 髙橋聡之、星知美、平間邦修、曽我勇志
- CG・アニメーション監督 - 鈴木鏡規謙
- キャラクターデザイン - ぶーた
- CGディレクター - 冨田将也
- 音楽 - 井上純一、Hajime
- 企画プロデュース - 江口文治郎
- プロデューサー - 佐伯整、前坂栄司、藤崎博文、小川智史、津田泰現、相島豪太
- 制作プロデューサー - 小菅敬至
- CG・映像制作 - リンクトブレイン
- 製作著作 - ひもてはうす製作委員会（ソニー・ピクチャーズ エンタテインメント、バウンスィ、博報堂、中外鉱業、月鈴舎、GYAO）

## 主題歌
オープニングテーマ「モテたいのー」
作詞・作曲 - 井上純一 / 編曲 - Hajime / 歌 - ひもてはうす住人一同
挿入歌・エンディングテーマ「おうちに帰ろう」
作詞・作曲 - 井上純一 / 編曲・演奏 - Hajime / 歌 - ひもてはうす住人一同

## 各話リスト
| 話数   | サブタイトル                                            | 脚本                      | コンテ・演出      |
| ------ | ------------------------------------------------------- | ------------------------- | ----------------- |
| 第1話  | ロマンティックあげるよ                                  | 石ダテコー太郎            | 篠原ぱらこ        |
| 第2話  | 乙女のポリシー                                          | 山口正武 石ダテコー太郎   | 鈴木鏡規謙        |
| 第3話  | 傷つくことは恐くない                                    | 山口正武 タダシク・ノビル | タダシク・ノビル  |
| 第4話  | きっと明日は                                            | 髙橋聡之                  | 棟方城            |
| 第5話  | 大好きなひとが遠い                                      | 星知美                    | i！               |
| 第6話  | おうちに帰ろう                                          | 平間邦修                  | 棟方城            |
| 第7話  | 祈りのように続く旅                                      | 曽我勇志                  | 湊未来            |
| 第8話  | 変わらないもの                                          | 山口正武                  | 内山翠 i！        |
| 第9話  | 君の知らない物語                                        | 石ダテコー太郎            | 篠原ぱらこ i！    |
| 第10話 | 限界など知らない                                        | -                         | 棟方城 おおちゃん |
| 第11話 | 茜さす                                                  | 石ダテコー太郎 平間邦修   | i！ おおちゃん    |
| 第12話 | 緊急特番！豪華キャストがひもてはうすの3ヶ月を振り返るSP | 石ダテコー太郎            | 棟方城 おおちゃん |

## 放送局
| 放送期間                                        | 放送時間                     | 放送局      | 対象地域 | 備考                  |
| ----------------------------------------------- | ---------------------------- | ----------- | -------- | --------------------- |
| 2018年10月8日 - 12月24日                        | 月曜 0:45 - 1:00（日曜深夜） | BS11        | 日本全域 | BS放送 / 『ANIME+』枠 |
|                                                 | 月曜 1:50 - 2:05（日曜深夜） | TOKYO MX    | 東京都   |                       |
|                                                 | 月曜 22:45 - 23:00           | J:COMテレビ | 日本国内 | CATV                  |
| 全局『ガイコツ書店員 本田さん』とセットで放送。 |                              |             |          |                       |

| 配信期間                  | 配信時間           | 配信サイト | 備考             |
| ------------------------- | ------------------ | --- | ---------------- |
| 2018年10月8日 - 12月24日  | 月曜 1:00 更新     | GYAO! | 製作参加         |
| 2018年10月11日 - 12月27日 | 木曜 22:45 - 23:30 | ニコニコ生放送 | ラジオと同時配信 |
|                           | 木曜 22:45 更新    | Amazonプライム・ビデオ dアニメストア Google Play YouTube HAPPY!動画 J:COMオンデマンド ビデオパス みるプラス Rakuten TV TSUTAYA TV アニメ放題 U-NEXT ゲオTV バンダイチャンネル ビデオマーケット ひかりTV ムービーフル Plus |                  |
| 2018年10月12日 - 12月28日 | 金曜 0:00 更新     | ニコニコ動画 | ラジオも同時配信 |
|                           | 金曜 1:00 - 1:15   | AbemaTV |                  |

## BD / DVD
| 巻 | 発売日        | 収録話         | 規格品番   | 規格品番  |
| 巻 | 発売日        | 収録話         | BD限定版   | DVD限定版 |
| -- | ------------- | -------------- | ---------- | --------- |
| 1  | 2019年1月23日 | 第1話 - 第4話  | BJS- 81404 | JDD-81404 |
| 2  | 2019年2月27日 | 第5話 - 第8話  | BJS- 81405 | JDD-81405 |
| 3  | 2019年3月27日 | 第9話 - 第12話 | BJS- 81406 | JDD-81406 |

## Webラジオ

### ぐいぐいプレゼンラジオ
『洲崎綾の「ひもてはうす」ぐいぐいプレゼンラジオ』のタイトルで、2018年7月4日から9月26日まで超!A&G+にて毎週水曜2:30 - 3:00に配信。全13回。メインパーソナリティは洲崎綾。ニコニコ動画にてアーカイブが公開。
ゲスト
- 第1・2回 - 明坂聡美、三森すずこ、上坂すみれ
- 第3・4回 - ヒャダイン
- 第5・6回 - 鷲崎健
- 第7・8回 - オーイシマサヨシ
- 第9・10回 - 壇蜜
- 第11・12回 - 金田朋子、天津向
- 第13回 - 明坂聡美、西明日香

コーナー
- 先駆けプレスコ音声 - プレスコ音声をアニメ放送前に公開

### ひもてはうすラジオ
『ひもてはうすラジオ 今夜も眠れないのー』のタイトルで、2018年10月3日から12月26日まで超!A&G+にて毎週水曜2:30 - 3:00に配信。全13回。パーソナリティは本郷たえ（洲崎綾）、紐手こころ（明坂聡美）。キャラクター名義のラジオとなる。ニコニコ動画にてアーカイブが公開。
ゲスト
- 第1・2回 - 新井みなも（上坂すみれ）、えにし（西明日香）
- 第3・4回 - 男1（田丸篤志）
- 第5回 - 監督（石ダテコー太郎）
- 第7回 - えにし（西明日香）
- 第9回 - 紐手ときよ ※桃園しばり（木野日菜）
- 第10回 - 画家の先生（田丸篤志）
- 第11回 - 紐手ときよ ※桃園しばり（木野日菜）
- 第12回 - 天照綾（洲崎綾）、こんな坂歩美（明坂聡美）、スミペヤエンコ・ヒョードル（上坂すみれ）
- 第13回 - 新井みなも（上坂すみれ）、向清太朗（天津向）

コーナー
- ふつおた - ラジオやアニメの感想、ひもてはうす住人たちへの質問などを紹介していくコーナー
- あなたのまわりの「異能力者」 - リスナーの周りにいる「異能力者」の目撃情報を紹介していくコーナー
- モテる人を考えてみよう - リスナー参加型の大喜利コーナー
- 蔵出しパジャマパーティー - パジャマパーティーパート（PPP）の未公開音声を公開

## イベント
- 「ひもてはうす」制作状況発表トークショー - 2017年12月15日 出演：洲崎綾、明坂聡美、三森すずこ、西明日香、石ダテコー太郎、Hajime
- 洲崎綾の「ひもてはうす」ぐいぐいプレゼンラジオ 公開収録 - 2018年9月8日 出演：洲崎綾、明坂聡美、西明日香、鷲崎健
- 「ひもてはうす」制作状況発表トークショー Vol.2 - 2018年9月22日 出演：洲崎綾、明坂聡美、西明日香、田丸篤志、石ダテコー太郎、Hajime
- こころとみなものしっとりパジャマパーティー - 2018年11月17日 出演：明坂聡美、上坂すみれ、石ダテコー太郎、Hajime
- ひもてはうすラジオ 今夜も眠れないのー 夢の共演!?スペシャル公録イベント - 2019年2月2日 出演：洲崎綾、明坂聡美、三森すずこ、西明日香
- 「ひもてはうす」制作状況発表トークショー Vol.3 - 2019年2月2日 出演：洲崎綾、明坂聡美、三森すずこ、西明日香、石ダテコー太郎、Hajime
- ひもてはうすイベント みんなで盛り上がりたいのー - 2019年6月2日 出演：洲崎綾、明坂聡美、三森すずこ、上坂すみれ、西明日香、木野日菜

## コラボレーション
- 日清麺なしシリーズ - 第8話のアドリブパートに「日清麺なしどん兵衛」が登場するほか、第9話から第12話にかけてコラボCMを放送[16]

### ユニットメンバー
1. 1 2  本郷たえ（洲崎綾）、紐手こころ（明坂聡美）、紐手きなみ（三森すずこ）、紐手ときよ ※桃園しばり（木野日菜）、新井みなも（上坂すみれ）、えにし（西明日香）